# Michaił Nosow
Michaił Andriejewicz Nosow (ros. Михаил Андреевич Носов, ur. 1902 we wsi Płockaja w guberni twerskiej, zm. w styczniu 1983 w Saratowie) – pułkownik, funkcjonariusz radzieckich organów bezpieczeństwa.

## Życiorys
Rosjanin, początkowo pracował na roli, od 1923 członek Komsomołu, od maja 1924 w pogranicznych wojskach OGPU, od października 1926 członek WKP(b). Od września 1926 do października 1927 słuchacz Centralnych Kursów Instruktorów Wojsk OGPU, od września 1930 do września 1931 słuchacz Wyższej Szkoły Pogranicznej OGPU, od kwietnia do lipca 1933 słuchacz kursów instruktorów-propagandzistów w OGPU, od 29 czerwca 1936 komisarz batalionu. Od października do grudnia 1938 instruktor Wydziału Zarządzania Organami Partyjnymi KC WKP(b), od 13 grudnia 1938 do 26 lutego 1941 szef Zarządu NKWD obwodu jarosławskiego, od 28 grudnia 1938 kapitan bezpieczeństwa państwowego. Od 26 lutego do 31 lipca 1941 szef Zarządu NKGB obwodu jarosławskiego, od sierpnia 1941 do lutego 1942 szef odcinka NKWD Obrony Moskwy, od 1 lutego 1942 do stycznia 1943 zastępca szefa Wydziału 1 Zarządu Ekonomicznego NKWD ZSRR, od stycznia do sierpnia 1943 szef Wydziału Politycznego Dywizji NKWD Specjalnego Przeznaczenia im. Feliksa Dzierżyńskiego, od 11 stycznia 1943 podpułkownik, od sierpnia do października 1943 zastępca szefa Zarządu Politycznego Wojsk NKWD Okręgu Ukraińskiego, od października 1943 do 9 października 1944 szef Zarządu NKGB obwodu mikołajowskiego, 28 stycznia 1944 awansowany na pułkownika. Od października 1944 do marca 1945 szef Sektora Operacyjnego NKWD 2 Frontu Nadbałtyckiego, od kwietnia 1945 do kwietnia 1950 zastępca ludowego komisarza/ministra bezpieczeństwa państwowego Mordwińskiej ASRR, od sierpnia 1950 do marca 1953 zastępca szefa Zarządu Ochrony MGB Kolei Nadwołżańskiej, później szef Wydziału Drogowego Milicji MWD Kolei Nadwołżańskiej, od lipca 1954 na emeryturze.

## Odznaczenia
- Order Lenina
- Order Czerwonego Sztandaru
- Order „Znak Honoru” (26 kwietnia 1940)
- Odznaka "50 lat członkostwa w KPZR"

I 5 medali.